# Rain (Yui)
Rain è un brano musicale della cantante giapponese Yui, pubblicato come suo diciottesimo singolo il 24 novembre 2010. Il brano è incluso nell'album How Crazy Your Love, quinto lavoro della cantante. Il singolo ha raggiunto la seconda posizione della classifica Oricon dei singoli più venduti in Giappone, vendendo 83 706 copie. Il singolo è stato certificato disco d'oro. Il brano è stato utilizzato come tema musicale del dorama televisivo Perfect Report.

## Tracce
CD Singolo SRCL-7471
1. Rain
2. a room
3. How crazy ~YUI Acoustic Version~
4. Rain ~Instrumental~

## Classifiche
| Classifica (2010) | Posizione più alta |
| ----------------- | ------------------ |
| Giappone (Oricon) | 2                  |